# Pol-Int
Pol-Int – naukowa platforma internetowa umożliwiająca wymianę wiedzy oraz komunikację badaczom zajmującym się w sposób interdyscyplinarny zagadnieniami dotyczącymi Polski w szerokim rozumieniu – historią Polski, językiem polskim, kulturą, literaturą i sztuką oraz osiągnięciami polskich naukowców i twórców kultury. Platforma działa na płaszczyźnie międzynarodowej oraz pozwala na udostępnianie informacji z różnych dyscyplin naukowych. Pol-Int został stworzony przez Centrum Interdyscyplinarnych Studiów o Polsce (ZIP) na Uniwersytecie Europejskim Viadrina oraz Collegium Polonicum w Słubicach. ZIP powstał w czerwcu 2011 r. i od początku kierowany jest przez prof. Dagmarę Jajeśniak-Quast, która jest również dyrektorem i wydawcą platformy. Platforma współfinansowana jest przez Fundację Współpracy Polsko-Niemieckiej, Polsko-Niemiecką Fundację na rzecz Nauki oraz Uniwersytet Europejski Viadrina.

## Profil
Informacje
Platforma oferuje informacje naukowe z obszaru studiów o Polsce w języku polskim, angielskim oraz niemieckim: najnowsze publikacje, czasopisma i artykuły naukowe, recenzje, oferty pracy oraz stypendia, zapowiedzi konferencji oraz sprawozdania, a także call for papers. Pol-Int umożliwia prezentację własnych projektów, wymianę wiedzy oraz wyszukiwanie partnerów do badań. Forma blogu naukowego o nazwie „Salon” oferuje przestrzeń do dyskusji na aktualne tematy dotyczące Polski. Od kwietnia do listopada 2016 r. tematem przewodnim „Salonu” były „Interdyscyplinarne wymiary energii i środowiska w Europie Środkowej”.
Komunikacja
Pol-Int publikuje recenzje naukowe w trzech językach redagowane pod kierownictwem doświadczonych redaktorów, a także oferuje możliwość komentowania i prowadzenia dyskusji na najnowsze tematy z obszaru studiów o Polsce. Poprzez indywidualne profile naukowe oraz wspólne tematy badawcze naukowcy z różnych dyscyplin spotykają się w wirtualnym świecie, aby zaprezentować swoje projekty badawcze szerszej publiczności i udostępnić je za pośrednictwem newslettera.
Społeczność
Funkcjonowanie platformy Pol-Int możliwe jest dzięki międzynarodowej społeczności, która na bieżąco publikuje i wymienia się informacjami na temat aktualnych badań. Po zalogowaniu się na stronie Pol-Int użytkownicy mogą samodzielnie dodawać informacje naukowe, sprawozdania z konferencji oraz recenzje. W ramach „Salonu” odbywają się spotkania oraz dyskusje z udziałem międzynarodowych ekspertów, które dodatkowo wspierają dialog w wymiarze cyfrowym. Spotkania te przyczyniają się do integracji analogowego i cyfrowego świata nauki.

## Redakcja
Redakcja platformy osadzona we Frankfurcie nad Odrą publikuje wielojęzyczne recenzje dzięki współpracy z ok. 100 redaktorami i recenzentami wykonującymi swoją pracę nieodpłatnie. Zespół recenzuje rocznie ponad 150 nowych publikacji oraz artykułów naukowych. Redaktorzy koordynują przebieg pracy aż do opublikowania tekstu. Studia-o-Polsce.Interdyscyplinarnie utrzymuje poziom drukowanych czasopism naukowych. Organizowane corocznie warsztaty dla redaktorów oraz recenzentów służą optymalizacji przebiegu pracy oraz rozwojowi platformy internetowej.

## Partnerzy
Platforma Studia o Polsce.Interdyscyplinarnie współfinansowana jest głównie ze środków Polsko-Niemieckiej Fundacji na rzecz Nauki, Fundacji Współpracy Polsko-Niemieckiej oraz Europejskiego Funduszu Rozwoju Regionalnego. Partnerami Pol-Int są liczne instytucje z Polski, Niemiec, USA oraz Wielkiej Brytanii:
- Archiwum Karla Dedeciusa
- Centrum Badań Historycznych Polskiej Akademii Nauk w Berlinie
- Centrum Interdyscyplinarnych Studiów o Polsce
- Centrum Studiów Niemieckich i Europejskich im. Willy’ego Brandta
- Centrum Studiów Polonoznawczych im. Aleksandra Brücknera
- Collegium Polonicum
- Cosmopolitan Review
- Deutsches Polen-Institut (pol. Niemiecki Instytut Kultury Polskiej)
- East Central European Center of the Columbia University
- Geisteswissenschaftliches Zentrum Geschichte und Kultur Ostmitteleuropas (pol. Instytut Historii i Kultury Europy Wschodniej im. Leibniza)
- Herder-Institut für historische Ostmitteleuropaforschung (pol. Instytut Herdera w Marburgu)
- H-Soz-Kult
- Instytut Historyczny Uniwersytetu Warszawskiego
- Instytut Studiów Politycznych Polskiej Akademii Nauk
- Instytut Śląski w Opolu
- Instytut Zachodni
- Muzeum Historii Polski
- Ośrodek Badań nad Mediami
- Polish Studies Association
- Polskie Towarzystwo Historyczne Kraków
- Polsko-Niemiecki Instytut Badawczy
- Programme on Modern Poland, St. Antony´s College, University of Oxford
- Projekt Nauka. Fundacja na rzecz promocji nauki polskiej
- Uniwersytet Europejski Viadrina we Frankfurcie nad Odrą
- Viadrina Center B/ORDERS IN MOTION
- Wydział Politologii i Studiów Międzynarodowych Uniwersytetu Mikołaja Kopernika w Toruniu
- Wydział Studiów Międzynarodowych i Politologicznych Uniwersytetu Łódzkiego[4]